# Morley Safer
 (février 2025).
Si vous disposez d'ouvrages ou d'articles de référence ou si vous connaissez des sites web de qualité traitant du thème abordé ici, merci de compléter l'article en donnant les références utiles à sa vérifiabilité et en les liant à la section « Notes et références ».
Morley Safer, né le 8 novembre 1931 à Toronto et mort le 19 mai 2016 à Manhattan, est un journaliste canado-américain, et correspondant de CBS News.
Il est notamment connu pour sa longue carrière sur le magazine 60 Minutes, qu'il a rejoint en décembre 1970, au cours de la troisième saison.

## Biographie
Morely Safer est né dans une famille juive autrichienne à Toronto, en Ontario, d'Anna (née Cohn) et Max Safer, un tapissier. Il a étudié au Harbord Collegiate Institute (en), à l'école publique Clinton Street, et brièvement à l'Université de Western Ontario.
Il a commencé sa carrière de journaliste comme reporter pour différents journaux au Canada (Woodstock Sentinel Review, London Free Press, et Toronto Telegram (en)), en Angleterre (Reuters et Oxford Mail (en)). Plus tard, il a rejoint la Société Radio-Canada en tant que correspondant et producteur.